# Lwiwer Batjaren
Lwiwer Batjaren (ukrainisch львівські батяри, Transkription lwiwski batjary, wiss. Transliteration lʹvivsʹki batjary, auch Lemberger Batjaren, selten Baciaren) sind eine Subkultur der Einwohner der ukrainischen Stadt Lwiw (deutsch: Lemberg).

„Batiary, to dzieci so lwoskij ulicy

Wysoły, z fasonym, skory du kantania:

Na takich gdzi indzij mówiu "ulicznicy"

Co ni wytrzymuji jednak purówniania.”

„Batjaren, die Kinder der Lwiwer Straßen

Robust, modisch, schnell auf Abstand:

Auf etwas, was anderswo „Straße“ genannt wird

Was allerdings keinem Vergleich standhält.“

Diese Subkultur gilt als Teil des Lwiwer „Knajpa“-Lebensstils (ukrainisch кна́йпа von polnisch knajpa ‚Kneipe‘). Sie wurde zu Beginn des 21. Jahrhunderts zu einem Phänomen. Ihre Wurzeln reichen bis an den Anfang des neunzehnten Jahrhunderts zurück. Damals war Lwiw Teil der österreichisch-ungarischen Monarchie. Nach der sowjetischen Besetzung Ostpolens und dem Anschluss an die Sowjetunion als Teil der Ukrainischen SSR in den Jahren 1939 und 1945 ging es mit der Subkultur der Lwiwer Batjaren bergab. Die sowjetischen Behörden vertrieben die meisten polnischen Einwohner und unterdrückten die lokale polnische Kultur. Der Begriff wurde jedoch weiter verwendet.
Seit den 2000er Jahren ist Batjar in Lwiw ein beliebter Kosename. Seit 2008 feiert Lwiw den „Internationalen Batjar-Tag“, der von der Firma „Dik-Art“ in Zusammenarbeit mit der Stadtverwaltung von Lwiw ins Leben gerufen wurde. Batjaren gelten als Verkörperung der einzigartigen Kultur und des Geistes von Lwiw und werden in der lokalen Folklore und Volkskultur oft gefeiert.
Die Batjaren waren ursprünglich eine Männerkultur. Bei den Zusammenkünften waren aber auch immer Frauen beteiligt. Sie wurden jedoch nicht wie die Männer als Batjaren bezeichnet, sondern als Batjarfreundinnen.

## Begriffsherkunft
Der Ursprung des Begriffs könnte ungarisch sein, denn im 19. Jahrhundert war Lwiw ein Teil der österreichisch-ungarischen Monarchie, einige der Polizisten waren Ungarn und brachten den Begriff aus ihrer Muttersprache in den lokalen Dialekt.

„Betyar (pl. betyarok) a highwayman in 19th-century Hungary. The word is Iranian in origin and entered the Hungarian language via Turkish and Serbo-Croatian; its original meaning was “young bachelor” or “lad.” While most betyárok were originally shepherds, whose position in rural society  was marginal, many were army deserters or young men fleeing conscription. They are first mentioned in legal documents about 1800.“

„Betyar (pl. betyarok) ein Wegelagerer im Ungarn des 19. Jahrhunderts. Das Wort ist iranischen Ursprungs und gelangte über das Türkische und Serbokroatische in die ungarische Sprache; seine ursprüngliche Bedeutung war ‚Junggeselle‘ oder ‚Bursche‘. Während die meisten betyárok ursprünglich Hirten waren, deren Stellung in der ländlichen Gesellschaft gering war, waren viele von ihnen Deserteure der Armee oder junge Männer, die vor der Wehrpflicht flohen. Sie werden erstmals um 1800 in Rechtsdokumenten erwähnt.“

## Geschichte
Batjar war die Bezeichnung für die Bewohner der Unterschicht von Lwiw, ironisch die „Elite der Lwiwer Straßen“ genannt. Batjaren sprachen ihre ganz eigene Version der polnischen Sprache, die polnisch Bałak genannt wurde und eine Variante des Lwiwer Dialekts war. Ein typischer Batjar war in der Regel ein finanziell schwacher, aber ehrlicher und großzügiger Stadtbewohner mit einem großen Sinn für Humor. Zu den berühmtesten Batjaren gehörten Namen wie die Radiopersönlichkeiten Kazimierz Wajda und Henryk Vogelfänger mit ihrer beliebten Radiosendung Wesoła Lwowska Fala sowie der Fußballstar Michał Matyas, der für Pogoń Lwów und die polnische Nationalmannschaft spielte.
Der Name ist immer noch gebräuchlich, aber jetzt in der ukrainischen Sprache.

## Zitate
«Це були такі дрібні хулігани трохи, знаєте, комусь шибку розбити, десь там на пиві не поділили дівку, набили один одному писки. Але це не доходило до якогось кривавого побоїща. Навпаки батяри, вони воювали зі злодіями, вони їх називали кіндерами і виганяли зі свого району, тлумили і все решта.»

„Es waren nur ein paar unbedeutende Hooligans, die ein Fenster einschlugen, ein Mädchen beim Bier nicht teilten und sich gegenseitig in den Arsch traten. Aber es kam zu keinen blutigen Massakern. Im Gegenteil, die Väter bekämpften die Diebe, sie nannten sie Kinder und vertrieben sie aus ihrem Viertel, verprügelten sie und alles andere.“

«Батяр міг собі дозволити до циліндра одіти краватку, а до картатої камізельки одіти собі доброго кравата у вигляді метелика, ну і ляска в руках – це як атрибут»

„Ein Batjar konnte es sich leisten, eine Krawatte zu seinem Zylinder zu tragen, eine gute Krawatte in Form eines Schmetterlings zu seiner karierten Weste, und freilich einen Spazierstock in den Händen – das war ein Attribut.“

## Kultureller Einfluss
Heute sind Batjaren die Playboys des ukrainischen Piemont, wie Ostgalizien manchmal genannt wird. Sie sind leicht an ihren exquisiten Manieren, ihrer stilvollen Kleidung und dem obligatorischen Attribut eines jeden Batjaren, der Lyaska (Spazierstock), zu erkennen.
Der Batjarentag in Lwiw ersetzte den sowjetischen Feiertag des 1. Mai (den Tag der Arbeit), den Tag der Arbeitersolidarität. Die Batjars übernahmen das proletarische Motto: Batjaren aller Länder, vereinigt euch! (ukrainisch «Батяри всіх країн, об'єднуйтесь»)
Zur Zeit des Aufschwungs der Batjaren-Kultur vor dem Zweiten Weltkrieg schrieb der polnisch-jüdische Dichter Emanuel Schlechter aus Lwiw einen Text für das Lied Tylku wy Lwowi (ukrainisch Тільку ві Львові ‚Nur in Lwiw‘) aus der Filmkomödie Włóczęgi (deutsch: Die Vagabunden), das zur Hymne der Batjaren wurde. Die dazugehörige Musik wurde von einem anderen ethnischen Juden, dem Polen Henry Vars, geschrieben. Auf Ukrainisch wurde dieses Lied von Jurij Hnatkowskyj und Sofija Fedyna interpretiert.

## Batjaren im 21. Jahrhundert
Die urbane Subkultur des heutigen Lwiw entwickelt sich weiter und es entstehen verschiedene Stile. Zu den bekanntesten Vertretern gehören Wowa si Lwowa (ukrainisch Вова зі Львова) und Orest Ljutyj (ukrainisch Орест Лютий, bürgerlich ukrainisch Антін Дмитрович Мухарський Antin Dmytrowytsch Mucharskyj).